# Gers (departamento)
Gers (32; en occitano Gèrs) es un departamento francés situado en la región de Occitania, en el sur del país. Tiene una población estimada, en 2018, de 191,283 habitantes.
Desde el 1 de enero de 2016 perteneciente a la nueva región de Occitania (antes a la ahora desaparecida Mediodía-Pirineos). Sus habitantes reciben el gentilicio francés de Gersois.

## Geografía
- Limita al norte con Lot y Garona, al este con Tarn y Garona y Alto Garona, al sur con Altos Pirineos y Pirineos Atlánticos, y al oeste con Landas.
- Además del río Gers -que le da nombre- otros ríos importantes son el Save, el Baïse y el Adur.

## Demografía
| 1801    | 1831    | 1841    | 1851    | 1856    | 1861    | 1866    |
| ------- | ------- | ------- | ------- | ------- | ------- | ------- |
| 257.609 | 312.160 | 311.447 | 307.479 | 304.497 | 298.931 | 295.692 |
| 1872    | 1876    | 1881    | 1886    | 1891    | 1896    | 1901    |
| 284.717 | 283.546 | 281.532 | 274.391 | 261.084 | 250.472 | 238.448 |
| 1906    | 1911    | 1921    | 1926    | 1931    | 1936    | 1946    |
| 231.088 | 221.994 | 194.406 | 196.419 | 193.134 | 192.451 | 190.431 |
| 1954    | 1962    | 1968    | 1975    | 1982    | 1990    | 2018    |
| 185.111 | 182.264 | 181.577 | 175.366 | 174.154 | 174.587 | 191.283 |

Notas a la tabla:
- La creación el 4 de noviembre de 1808 del departamento de Tarn y Garona supuso la pérdida del cantón de Lavit.
- El 5 de febrero de 1850, la comuna de Labastide-d'Armagnac pasó de Gers a Landas.

Las mayores ciudades del departamento son (datos del censo de 1999):
- Auch: 21.838 habitantes; 24.725 en la aglomeración.
- Condom: 7.251 habitantes; única comuna de su aglomeración.
- Fleurance: 6.273 habitantes; única comuna de su aglomeración.

## Otras comunas de Gers
- Lectoure
- Lombez
- Isle-Jourdain